# Billy Kidman
Billy Kidman, właściwie Peter Gruner (ur. 11 maja 1974) – amerykański zawodowy zapaśnik. Występował w World Championship Wrestling oraz World Wrestling Federation/Entertainment. Obecnie jest trenerem w FCW.
Zadebiutował 11 września 1994 w niezależnej federacji. Wraz z Ace Darlingiem stworzył tag team "Shooting Stars". Zdobyli ECWA Tag Team Championship i USWA World Tag Team Championship. W 2001 gdy WWF wykupiło WCW, Kidman stał się członkiem frakcji WCW/ECW Alliance. Zdobył 4-krotnie pas WWF/E Cruiserweight Championship oraz pas WWE Tag Team Championship.
W World Championship Wrestling początkowo występował jako "jobber", jednak w 1997 dołączył do teamu Raven Flock. Następnie występował jako babyface. Pokonując Juventuda Guerrerę zdobył swój pierwszy tytuł w wadze półciężkiej (cruiserweight).
W lipcu 2001 Kidman wygrał Cruiserweight Championship dla WCW – na Smackdown pokonał Gregory'ego Helmsa. Gdy rozpadł się sojusz WCW/ECW, Kidman został przeniesiony do WWE SmackDown!. Z WWE został zwolniony 6 lipca 2005.

## Osiągnięcia
East Coast Wrestling Association
- ECWA Tag Team Championship (1 x)
- ECWA Hall of Fame (Dodany w 2004)

Revolution Xtreme Wrestling
- RXW World Heavyweight Championship (1 X)

Trans–World Wrestling Federation
- TWWF Cruiserweight Championship (1 x)

United States Wrestling Association
- USWA World Tag Team Championship (1 x)

World Championship Wrestling
- WWE Cruiserweight Championship (3 x)
- WCW Cruiserweight Tag Team Championship (1 x)
- WCW World Tag Team Championship (2 x)

World Series Wrestling
- WSW World Heavyweight Championship (1 x)

World Wrestling Entertainment
- WWE Tag Team Championship (1 x)
- WWE Cruiserweight Championship (4 x)

Nagrody Wrestling Observer Newsletter
- Worst Feud of the Year (2000)